# Brohm (Friedland)
Brohm ist ein Ortsteil der Stadt Friedland im Landkreis Mecklenburgische Seenplatte in Mecklenburg-Vorpommern.

## Geografie und Verkehrsanbindung
Brohm liegt südöstlich des Kernortes Friedland. Die Kreisstraße K 113 verläuft durch den Ort. Die Landesstraße L 282 verläuft östlich, die L 281 und die B 197 verlaufen westlich und die A 24 südlich. Nordöstlich des Ortes befindet sich die Talsperre Brohm übergehend in die Brohmer Berge und südwestlich das Naturschutzgebiet Eichhorst im Schönbecker Wald.

## Sehenswürdigkeiten

### Baudenkmale
In der Liste der Baudenkmale in Friedland (Mecklenburg) sind für Brohm neun Baudenkmale aufgeführt, darunter die
- Dorfkirche Brohm
- Das Gutshaus Brohm wurde 1713 als eingeschossiger Bau mit Krüppelwalmdach errichtet. Brohm war lange Zeit in einer Hand mit dem Gut Cosa und befand sich mit diesem im Besitz der Familie von Rieben auf Galenbeck und von 1846 bis 1945 der von Oertzen.[1]